# Merima
Merima je žensko osebno ime.

## Različice imena
- ženske oblike imena:Meira, Mejra, Merjem, Merjema, Merjeme, Merjima, Merjuša
- moške oblike imena: Merim

## Izvor imena
Ime Merima je različica muslimanskega imena Merjema, ki izhaja prek turškega Meryem, le to pa iz arabskega imena Märyäm. Pomen arabskega imena Märyäm je enak kot na Slovenskem Mirjam.

## Pogostost imena
- Po podatkih Statističnega urada RS je bilo na dan 30. junija 2006 v Sloveniji 146 oseb, ki so imele ime Merima. Med vsemi imeni je ime Merima po pogostosti uporabe uvrščeno na 469 mesto. Ostale oblike imena, ki so bile na ta dan še v uporabi: Merja(56), Merjem(69 in Merim(13).[2]
- Po podatkih Statističnega urada Republike Slovenije je bilo na dan 31. decembra 2007 v Sloveniji število ženskih oseb z imenom Merima: 156.[3]

## Osebni praznik
V koledarju je ime Merima možno uvrstiti k imenoma Mirjam oziroma Marija.

## Zanimivost
Mirijam se je imenovala mati misijonarja Isa, to je Jezusa, in ustreza svetopisemski Mariji, materi Jezusa.